# Loris Stafoggia
Loris Stafoggia (Urbino, 23 dicembre 1955 – Foligno, 5 maggio 2010) è stato un arbitro di calcio e dirigente sportivo italiano.

## Biografia
Docente di educazione fisica, affiliato dal 1973 alla sezione AIA di Pesaro, fu promosso nel 1988 alla CAN: il debutto in Serie A avvenne il 25 giugno 1989 nella gara tra Como e Napoli, vinta di misura dai partenopei.
Ricoperta la carica internazionale dal 1992 al 1997, il presidente della Roma Franco Sensi contestò il suo arbitraggio in occasione della sfida persa (3-0) dai capitolini contro la Juventus il 15 gennaio 1995: a propiziare il primo gol dei bianconeri contribuì una rimessa laterale malamente eseguita da Aldair, involontariamente spintonato dal guardalinee Tullio Manfredini al momento del lancio. Ritenendo che l'azione della rete fosse scaturita da un errore tecnico, il massimo dirigente romanista chiese invano la ripetizione dell'incontro.
Ulteriori rimostranze, stavolta dal rossonero Adriano Galliani, vennero mosse all'urbinate dopo la gara tra Perugia e Milan del 23 febbraio 1997 in cui non sanzionò un fallo di Bucci (portiere della squadra umbra) ai danni di Davids, fratturatosi peraltro la tibia: in ragione di ciò, fu sospeso dal designatore arbitrale Paolo Casarin. La sua carriera ebbe quindi termine con 68 direzioni di gara all'attivo, tra le quali il derby romano del 1º marzo 1992 e la stracittadina milanese del 20 novembre 1994: in quest'ultima circostanza Fabio Capello, all'epoca sulla panchina del Diavolo, rivolse accuse di parzialità all'arbitro che comportarono un turno di squalifica per il tecnico.
Divenuto osservatore arbitrale, nel 2000 viene avvicendato e abbandona l'Associazione Arbitri; successivamente collabora come dirigente per alcune società dilettantistiche umbre, tra cui il Città di Castello. 
Muore a 54 anni, il 5 maggio 2010, in un incidente stradale avvenuto nei pressi di Foligno.